# 정수성 (1946년)
정수성(鄭壽星, 1946년 1월 2일 ~ )은 대한민국의 군인, 정치인, 국회의원이다. 제18·19대 국회의원을 지냈다. 20대 총선에서는 김석기 의원과의 경선에서 패배하여 출마하지 못하였다.

## 학력
- 1958년 경상북도 경주 양동국민학교(44회) 졸업
- 1961년 경상북도 경주중학교(22회) 졸업
- 1964년 경상북도 대구 경북고등학교(45회) 졸업
- 1968년 육군보병학교 졸업
- 1969년 육군기갑학교 졸업
- 1972년 육군포병학교 졸업
- 1974년 육군공병학교 졸업
- 1982년 육군대학 졸업
- 1984년 국방대학교 행정학사 30기

### 비학위 수료
- 1978년 4월 1일 대한민국 육군대학 참모연수원 참모연수과정 수료(정규24기)
- 1988년 2월 1일 대한민국 국방대학원 국방안보과정 수료

## 경력
- 1966년 10월 15일 육군소위 임관(갑종 202기)
- 1966년 10월 27일 제27사단 77연대 수색 2소대장
- 1967년 10월 28일 주월 9사단 29연대 10중대 소대장(전상)
- 1968년 4월 1일 제50보병사단 신교대 소대장/교관
- 1968년 11월 1일 중위진급
- 1968년 12월 18일 제50보병사단 신교대 본부중대장 대리
- 1970년 5월 1일 제50보병사단 신교대 제2교육중대장
- 1971년 2월 1일 대위진급
- 1971년 5월 17일 제50보병사단 122연대 인사주임
- 1972년 7월 10일일 보병학교(고군반15기)
- 1972년 12월 11일 제2보병사단 17연대 8중대장
- 1973년 12월 12일 제2보병사단 17연대 정보주임대리
- 1975년 1월 11일 제2보병사단 17연대 작전주임
- 1975년 6월 1일 소령진급
- 1976년 2월 11일 제1군 사령부 인사처 인력통제장교
- 1979년 2월 16일 제21보병사단 인사참모
- 1979년 6월 1일 중령진급
- 1980년 7월 14일 제21보병사단 수색대대장
- 1982년 1월 19일 육군종합행정학교 행정차장
- 1984년 4월 19일 제17보병사단 참모장
- 1984년 9월 1일 대령진급
- 1986년 6월 26일 제17보병사단 100연대장
- 1988년 12월 20일 육군본부 인사참모부 체육과장
- 1989년 12월 22일 육군본부 인사참모부 복지관리과장
- 1991년 1월 1일 준장진급
- 1991년 1월 8일 육군수도군단 참모장
- 1992년 6월 24일 국방부 근무지원단장
- 1993년 11월 15일 육군본부 인사참모부 인사근무처장
- 1995년 4월 15일 소장진급
- 1995년 4월 18일 육군 제55보병사단장
- 1997년 4월 30일 육군보병학교장
- 1999년 10월 27일 중장진급
- 1999년 11월 15일 육군 수도군단장
- 2001년 11월 20일 육군 제1군부사령관
- 2003년 4월 2일 대장진급
- 2003년 4월 3일 육군 제1군사령관
- 2004년 5월 18일 군사재판 재판장
- 2005년 4월 4일 전역
- 2007년 6월 박근혜 前한나라당대표 안보특보
- 2009년 4월 29일 ~ 2012년 4월 11일 제18대 국회의원
- 2009년 5월 20일 국회 행정안전위원회 위원
- 2009년 7월 국회 독도영토수호대책특별위원회 위원
- 2009년 8월 한 대만의원 친선협회 이사
- 2010년 2월 국회 세계박람회지원특별위원회 위원
- 2011년 6월 1일 예산결산특별위원회 위원
- 2012년 ~ 2013년 국회 지식경제위원회 위원
- 2012년 4월 12일 ~ 2016년 5월 제19대 국회의원
- 2013년 4월 ~ 2016년 5월 제19대 국회 산업통상자원위원회 위원
- 2013년 8월 ~ 2014년 5월 제19대 국회 예산결산특별위원회 위원
- 2014년 6월 ~ 2015년 6월 새누리당 경북도당 위원장
- 2015년 6월 ~ 2016년 5월 제19대 국회 윤리특별위원회 위원장
- 대한민국헌정회 헌정대상선정특별위원장

## 의정활동
- 2009년 5월 20일 국회 행정안전위원회 위원
- 2011년 6월 1일 예산결산특별위원회 위원

## 훈·표창
- 1967년 12월 16일 인헌무공훈장
- 1973년 재구상
- 1987년 10월 1일 보국훈장 삼일장
- 1994년 10월 1일 보국훈장 천수장
- 2000년 10월 1일 보국훈장 국선장
- 2005년 4월 4일 보국훈장 통일장
- 2005년 미합중국 공로훈장

## 논란
2002년 당시 육군특별조사단 단장이었던 정수성 대장(전 1군사령관)이 의문사진상규명위원회 조사관에게 관련 자료 제출을 요구하며 욕설을 하며 협박한 것으로 알려져 파문을 일으켰다. 의문사위원회 관계자는 2004년 7월 6일 다음과 같이 그가 언급한 것을 밝혔다.
| “ | 올 3월 정수성 대장이 허원근 사건과 관련해 새로운 조사 결과가 나올 경우 나에게 먼저 알려주지 않으면 죽여버리겠다고 협박했다. | ” |

이에 대해 정 대장은 "그런 말을 한 기억이 없다"라며 발언 여부를 부인한 것으로 알려졌다.

## 같이 보기
- 박근혜
- 베트남 전쟁
- 의문사진상규명위원회

## 역대 선거 결과
|  | 45.88% |

|  | 57.33% |